# Завјет љубави
Завјет љубави је пети студијски албум босанскохерцеговачког кантаутора Ал Дина из 2011. године, у издању дискографске куће Хајат продукције. Све песме на албуму написао је и компоновао сам Ал Дино.

## Списак песама
1. Завјет љубави
2. Двије санте леда
3. Играчка
4. Сјети ме се
5. Да волиш
6. Црноока
7. Срце се предало
8. Што ме не волиш
9. Ти се ме научила да волим